# Henriette Amalie Lieser
Henriette Amalie Lieser (geb. 4. Juli 1875 in Wien; gest. 4. oder 5. November 1943 im KZ Auschwitz; genannt Lilly Lieser) war eine Mäzenin der Kunstszene Wiens.

## Leben

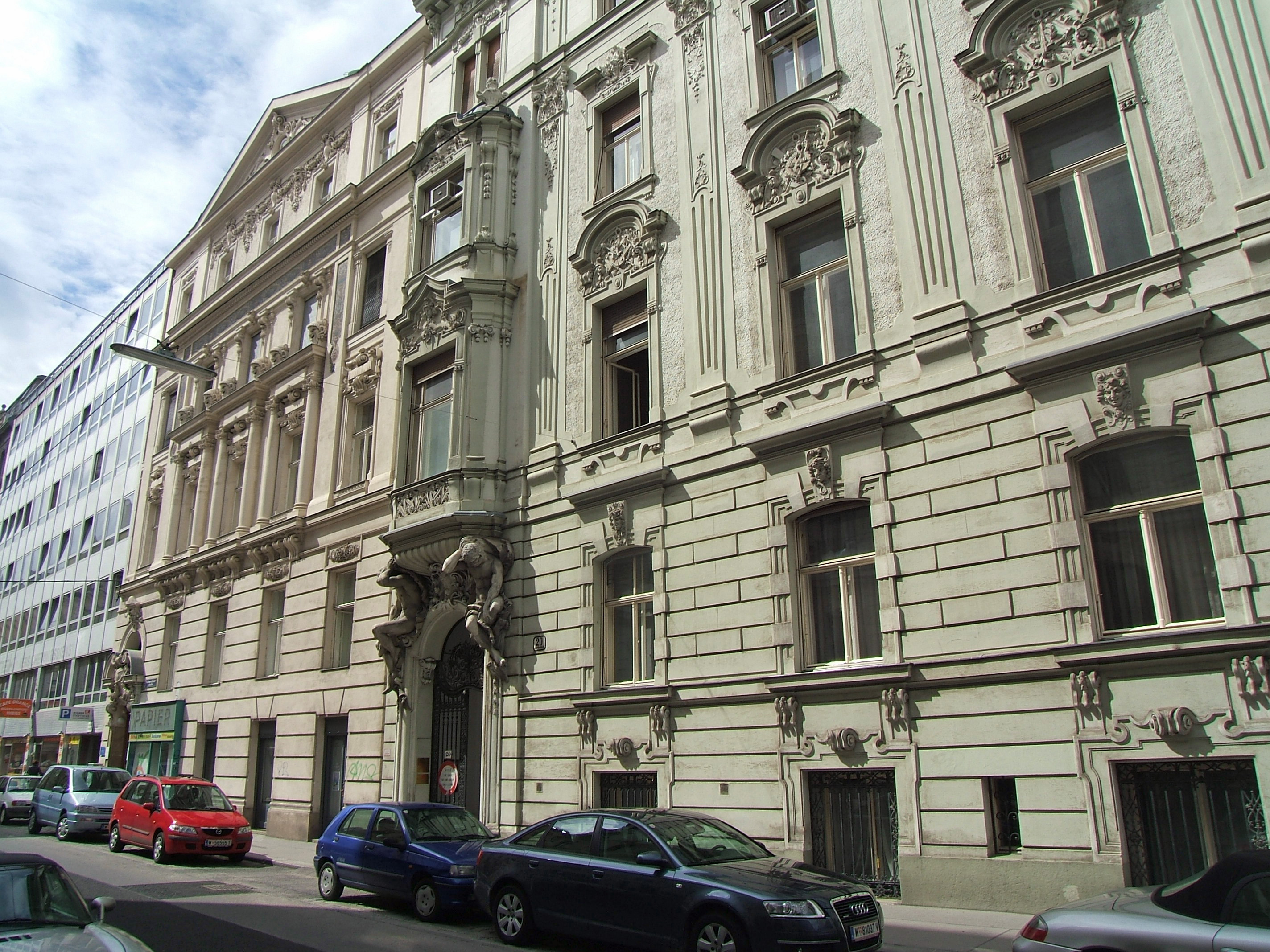
Palais Lanna in der Argentinierstraße 20

Lilly Landau war eine Tochter des wohlhabenden jüdischen Ehepaares Albert (1829–1909) und Fanny, geborene Menkes (1845–1890). Sie heiratete im November 1896 den Mitgesellschafter der Ersten Österreichischen Hanfspinnerei und Seilerwarenfabrik Brüder Lieser & Co und Kaiserlichen Rat Justus Lieser (8. März 1868 in Fürth – 18. Juni 1927 in Neuda), mit dem sie zwei Töchter, Helene (1898–1962) und Annie (1901–1972) hatte. Die Ehe wurde 1905 geschieden. Helene war 1920 die erste Frau in Österreich, die in Staatswissenschaften promoviert wurde. Annie war von 1929 bis 1943 mit dem österreichischen Staatsbeamten Hans Sidonius Becker verheiratet.
Zwischen 1910 und 1915 war Lilly Lieser mit Alma Mahler befreundet, ihre Sommerhäuser in Breitenstein grenzten aneinander. Sie reisten gemeinsam nach Scheveningen, und Lilly unterstützte Alma bei einer Abtreibung. Lieser förderte unter anderem den Komponisten Arnold Schönberg, den sie durch Alma Mahler kennengelernt hatte, und ließ ihn zwischen 1915 und 1918 mietfrei in ihrem Haus in der Gloriettegasse 43 in Wien-Hietzing leben, sie selbst wohnte noch in ihrem Stadtpalais Argentinierstraße 20. Schönberg erhielt darüber hinaus von ihr 500 Kronen monatlich und im Juni 1916 um 3.600 Mark ein Harmonium aus dem Berliner Musikhaus Carl Simon.
1925 unterstützte sie Alban Berg bei der Drucklegung der Partitur zu seiner Oper „Wozzeck“ finanziell, Berg ließ das Werk dann allerdings mit der faksimilierten Widmung: „Alma Maria Mahler zugeeignet“ erscheinen.
Nach dem „Anschluss Österreichs“ wurden das Vermögen der Kunstsammlerin, zu dem Möbel, Meissner Porzellan, Teppiche und Gobelins, ein Bechstein- und ein Blüthner-Flügel und Bilder des 15. und 16. Jahrhunderts, u. a. von Maurice Utrillo, gehörten sowie ihr Immobilienbesitz „arisiert“. Ihren Töchtern gelang die Flucht nach England und Amerika. Lilly Lieser wurde am 11. Jänner 1942 nach Riga deportiert.

## Nachwirken
In Joshua Sobols Simultandrama Alma - A Show Biz ans Ende tritt Henriette Amalie Lieser als Alma Mahlers Freundin „Lilly Leiser“ auf und debattiert mit ihr ihre Rolle bei der Drucklegung von Alban Bergs „Wozzeck“.
Das unvollendete „Bildnis Fräulein Lieser“ (1917) von Gustav Klimt zeigt mutmaßlich entweder eine ihrer Töchter oder ihre Nichte. 1925 befand es sich in Lilly Liesers Haus in der Argentinierstraße 20 und wurde bei einer Ausstellung in der Neuen Galerie von Otto Kallir gezeigt. Der weitere Verbleib ist ungeklärt. Nach dem Auftauchen des verschollen geglaubten Gemäldes 2023 schlossen die derzeitigen Eigentümer freiwillig eine Vereinbarung im Sinne der Washingtoner Erklärung mit den Erben der Familie Lieser. Im April 2024 wurde das Bildnis Fräulein Lieser im Auktionshaus im Palais Kinsky um 30 Millionen Euro versteigert.